# Hamilton Creek Indian Reserve 2
Hamilton Creek Indian Reserve 2 är ett reservat i Kanada.   Det ligger i provinsen British Columbia, i den södra delen av landet, 3 300 km väster om huvudstaden Ottawa. Hamilton Creek Indian Reserve 2 ligger vid sjön Nicola Lake.
Trakten runt Hamilton Creek Indian Reserve 2 består i huvudsak av gräsmarker. Trakten runt Hamilton Creek Indian Reserve 2 är nära nog obefolkad, med mindre än två invånare per kvadratkilometer.